# پیتر واتکینز
پیتر واتکینز (به انگلیسی: Peter Watkins) (متولد ۲۹ اکتبر ۱۹۳۵ در نربیتون انگستان) یک فیلم‌ساز انگلیسی و کارگردان تلویزیونی است. او در سوئد، کانادا و لیتوانی برای سال‌های زیادی زندگی می‌کرده‌است و در حال حاضر در فرانسه زندگی می‌کند.
تقریباً در تمام فیلم‌های واتکینز از عناصر دراماتیک و مستند استفاده شده‌است که به تشریح حوادث تاریخی یا حوادث آینده‌ای نزدیک می‌پردازد.

## آثار
- ۱۹۵۶: وب سایت - ۲۰ دقیقه. - بریتانیا - انگلیسی - سیاه و سفید
- ۱۹۵۸: زمینه قرمز - بریتانیا - انگلیسی - سیاه و سفید
- ۱۹۵۹: خاطرات یک سرباز گمنام - ۲۰ دقیقه. - بریتانیا - انگلیسی - سیاه و سفید
- ۱۹۶۵: بازی جنگ - ۴۸ دقیقه. - بریتانیا - انگلیسی - سیاه و سفید
- ۱۹۶۷: امتیاز - ۱۰۳ دقیقه. - بریتانیا - انگلیسی - رنگی
- ۱۹۶۹: گلادیاتور (بازی صلح) - ۶۹ دقیقه. - سوئد - انگلیسی - رنگی
- ۱۹۷۱: پارک مجازات - ۸۸ دقیقه. - ایالات متحده - انگلیسی - رنگی
- ۱۹۷۵: مردم دهه هفتاد - ۱۲۷ دقیقه. - دانمارک - دانمارکی - رنگ
- ۱۹۷۶: ادوارد مونک - ۱۷۴ دقیقه (تئاتر) / ۲۱۰ دقیقه (تلویزیونی) - سوئد و نروژ - انگلیسی و نروژی - رنگی
- ۱۹۷۷: سرزمین شب - ۱۰۹ دقیقه. - دانمارک - دانمارکی - رنگی
- ۱۹۸۸: سفر - ۸۷۳ دقیقه. - استرالیا، کانادا، دانمارک، فنلاند، ایتالیا، ژاپن، نیوزیلند، اتحاد جماهیر شوروی، سوئد، نروژ - انگلیسی، فرانسوی - سیاه و سفید، رنگی
- ۱۹۹۴: بی‌دین - ۲۷۶ دقیقه. - سوئد - سوئد - رنگ
- ۲۰۰۰: کمون (پاریس، ۱۸۷۱) - ۳۷۵دقیقه. (طول نسخه کامل) - فرانسه - فرانسه - سیاه و سفید[۱]